# Xã East Boone, Quận Bates, Missouri
Xã East Boone (tiếng Anh: East Boone Township) là một xã thuộc quận Bates, tiểu bang Missouri, Hoa Kỳ. Năm 2010, dân số của xã này là 538 người.